# 압축 도시

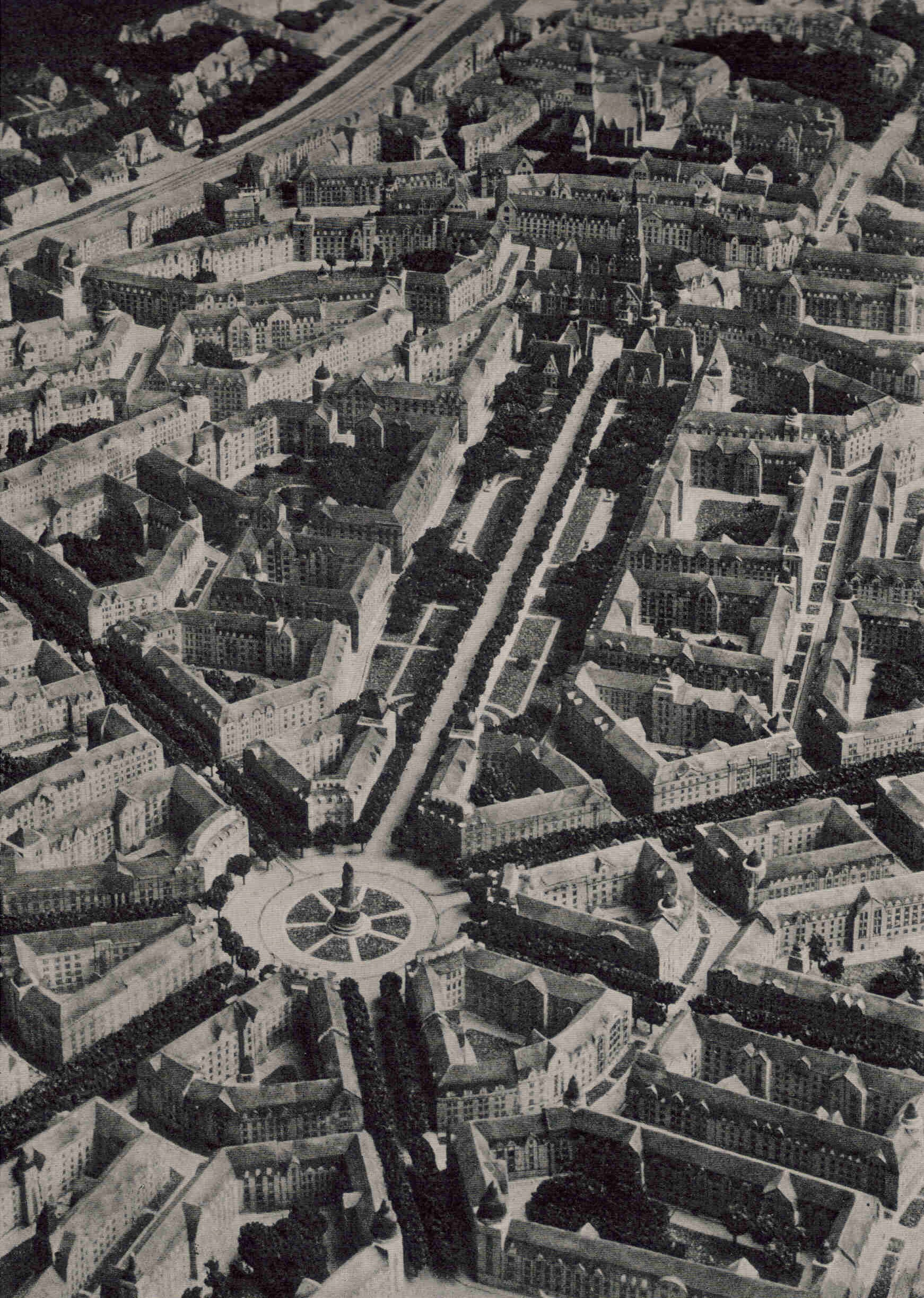

압축 도시(영어: Compact City)는 도시의 확산을 억제하고 주거, 직장, 상업 등 일상적인 도시기능들을 가급적 기성시가지 내부로 가져와, 상대적으로 높은 주거 밀도와 토지의 혼합 이용을 유도하는 도시 계획 개념이다. 즉, 시가지 경계 안쪽으로 밀집된 개발을 통하여 효율적인 공공 교통 제도를 도입한 배치를 통해 걷기와 자전거 타기를 권장하고 에너지 소비를 줄여 좋은 환경을 유지할 수 있도록 한다.

## 역사
1973년 조지 단치그와 토마스 사티가 압축 도시(Compact City)라는 용어를 처음 썼다. 두 수학자는 자원의 효율적인 사용을 꿈꾸는 이상적인 전망으로 이후 도시 계획에 영향을 끼쳤다.

## 도시공간구조의 바람직한 대안
고밀 압축도시는 도시확산으로 발생하는 경제, 사회, 환경 문제를 최소화 할 수 있는 효과적인 대안이다.
1. 공공시설 및 교통시설에 접근성이 높아진다.

1. 에너지 저감과 대기 오염 물질 배출이 감소되어 환경이 보존된다.
2. 도시내부를 개발함으로써 도심쇠퇴를 방지한다.
3. 주민간 접촉기회가 증가하여 사회 계층간 통합을 도모할 수 있다.

## 우려와 비판
고밀 도시환경이 가져오는 편익에 대한 검증이 부족하다.
1. 압축도시로 인한 에너지 저감은 교통혼잡으로 되려 에너지 소비를 증가시킬 수 있다.
2. 인당 에너지 소비는 감소하더라도 높은 밀도로 대기중 오염물질 농도가 더 높아질 수 있다.
3. 도시내 녹지, 공공공지의 감소로 삶의 질이 낮아 질 수 있다.
4. 혼잡과 과밀한 개발도상국 대도시의 경우 혼잡과 오염을 가중 시킬 수 있다.

## 대한민국
1992년 리우회의에서 채택된 의제 21에서 지속 가능한 발전을 구체화 할 수 있는 도시공간 구조를 모색하게 된 이후, 다양한 개념적 연구와 실증분석 진행이후 압축도시가 활발하게 논의되었다.

## 같이 보기
- 스마트 성장
- 친환경 밀집 도시
- 도시의 확산